# Pif Gadget
Pif Gadget war ein französisches Comicmagazin für Kinder, das von 1969 bis 1993 und von 2004 bis 2009 erschien. Seine größte Leserzahl erreichte es in den frühen 1970er Jahren.

## Geschichte
Das Magazin wurde als Zeitschrift der Kommunistischen Partei Frankreichs konzipiert und wurde zunächst unter dem Titel Le Jeune Patriote illegal unter der deutschen Besatzung Frankreichs ab Januar 1942 veröffentlicht, dann erschien es legal von 1944 bis 1945. 1945 wurde es in Vaillant, Le Jeune Patriote umbenannt. Der Titel wurde 1946 zur einfachen Lesbarkeit zu  Vaillant mit dem Zusatz, „le journal le plus captivant“ (das faszinierendste Magazin) verkürzt. Für die April-Ausgabe von 1965 wurde der Titel geändert in Vaillant, le journal de Pif, zu Ehren des prominent vorgestellten Pif, der Comicfigur eines Hundes, die von José Cabrero Arnal entworfen worden war. Bis 1969 hatte Vaillant wie alle seine Konkurrenten gedruckte Fortsetzungsgeschichten, aber das Magazin in dieser Inkarnation endete mit Ausgabe Nummer 1238 am 23. Februar 1969.
Pif Gadget begann wieder mit der Ausgabe Nummer 1, die am 24. Februar 1969 veröffentlicht wurde, behielt aber die alte Nummer in Bezug auf Vaillant. Das Magazin wurde am Anfang für ein paar Monate als Pif et son gadget surprise verkauft. Die Bezeichnung Gadget wurde im Sinne eines „freien Geschenkes“ zu jeder Ausgabe verwendet, darunter waren die sehr beliebten Urzeitkrebse (Pifises), die die Leser als winzige Tiere heranziehen konnten – sie sind im englischen Sprachraum als sea monkeys bekannt.
Pif Gadgets Rekordauflage betrug eine Million Exemplare, die erstmals am 6. April 1970 und erneut im September 1971 erreicht wurde. Dies stellt einen immer noch bestehenden Rekord für ein europäisches Comicmagazin dar. Das Magazin konnte auch Schwellenländer erreichen und war einer der wenigen auserwählten westlichen Zeitschriften, die auch hinter dem Eisernen Vorhang verkauft wurden, weil sie aus einer linksstehenden Publikation hervorgegangen war. Während der Zeit des Niederganges der Sowjetunion schwand die Zahl der Leser, so dass der Inhalt des Magazins ausgedünnt wurde und die Comicgeschichten über mehrere Ausgaben gedehnt wurden. Das letzte große Feature erschien anlässlich des 200. Jubiläums der Französischen Revolution im Jahr 1989. Die ursprüngliche Version des Magazins wurde zuletzt im Jahr 1993 gedruckt.
Das Magazin brachte einige internationale Spin-offs wie Yps in Deutschland und Jippo in Finnland hervor. Bis 1972 war Claude Boujon der Verleger des Magazins.

### Neustart
Die Zeitschrift wurde im Jahr 2004 unter der Ägide von Pif Editions mit einer Auflage von rund 100.000 Einheiten wiederbelebt. Belastet mit etwa 4 Millionen Euro Schulden, ging das 6-Personen-Unternehmen im März 2007 in die Zwangsverwaltung (redressement judiciaire). Das Unternehmen ging dann am 15. Januar 2009 in die Liquidation (Liquidation judiciaire).
Seit 2015 erscheint Super Pif. Der Verleger ist Patrick Le Hyaric.

## Die Comics
Pif Gadget gewann das Interesse der Leser, weil überwiegend nur komplette Geschichten und keine Fortsetzungsgeschichten veröffentlicht wurden. Die veröffentlichten Comicstrips waren unter anderem:
- Rahan von Roger Lecureux (Text) und André Chéret (Zeichnungen)
- Docteur Justice von Jean Ollivier (Text) und Raffaele Carlo Marcello (Zeichnungen)
- Corto Maltese von Hugo Pratt
- Gai-Luron von Marcel Gotlib
- Concombre masqué von Nikita Mandryka
- Les Pionniers de l’Espérance von Roger Lecureux (Text) und Raymond Poïvet (Zeichnungen)
- Le Grêlé 7/13 von Roger Lecureux (Text), Lucien Nortier (Zeichnungen) und Christian Gaty (Zeichnungen)
- Nasdine Hodja von Roger Lecureux (Text) und Angelo Di Marco (Zeichnungen)
- Arthur, das Gespenst von Jean Cézard
- Les Rigolus et les Tristus von Jean Cézard
- Corinne et Jeannot von Jean Tabary
- Schwarzer Wolf von Jean Ollivier (Text) und Kline (Zeichnungen)

## Filme
- Yps – eine kommunistische Erfindung?, Arte-Dokumentation, 2014